# Crista

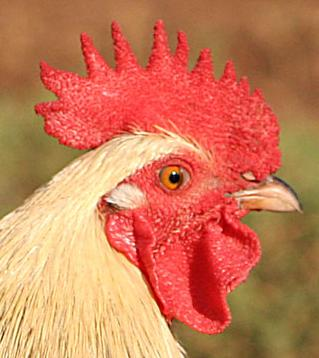
Um galo com uma grande crista.

Em zoologia, uma crista (do termo latino crista) é uma excrescência, uma elevação que ocorre em diversos animais, podendo ser:
- Carnosa ou um ornato plumário, quando ocorre no topo da cabeça de certas aves, como em alguns galináceos;
- Um protuberância no dorso ou na cabeça de alguns peixes, répteis e anfíbios, tal como ocorria nos extintos dilofossauros ou nos atuais marlins-azuis.